# Nemoria bipunctata
Nemoria bipunctata är en fjärilsart som beskrevs av Paul Dognin 1908. Nemoria bipunctata ingår i släktet Nemoria och familjen mätare. Inga underarter finns listade i Catalogue of Life.